# Рагнар Фриш
Рагнар Антон Китил Фриш (на норвежки: Ragnar Anton Kittil Frisch) е норвежки икономист, работил в областта на иконометрията. През 1969 г. той получава, заедно с Ян Тинберген, Наградата за икономически науки на Шведската банка в памет на Алфред Нобел.